# Азриель, Андре
Андре́ А́зриель (нем. André Asriel; 22 февраля 1922, Вена, Австрия — 28 мая 2019, Берлин) — австрийский и немецкий композитор и педагог.

## Биография
Из семьи сефардских евреев турецкого происхождения.
Сначала посещал академическую гимназию, а затем Бундесгимназию (Васагимназия) в Вене, где его однокурсником был будущий лауреат премии «Оскар» и композитор Эрнест Голд. Одновременно в 1936—1938 годах учился музыке в Государственной музыкальной академии в Вене по классу фортепиано у Греты Хинтерхофер и по теории музыки у Рихарда Штера. Ученик Эрнста Германа Майера и Ханса Эйслера. До аншлюса — в Вене.
Во время аншлюса Австрии в 1938 году смог покинуть страну благодаря турецкому паспорту и операции «Киндертранспорт», тогда как его мать Паула Азриель (урождённая Паскуа, 1880—1942), у которой было лишь австрийское гражданство, осталась в Австрии и перед депортацией покончила с собой. Отец, Виктор Азриель (1873—1931), был уроженцем Белграда. В 1939—1945 годах жил в эмиграции в Лондоне. С 1950 года преподавал в Высшей музыкальной школе в Берлине, с 1968 года — её профессор. Писал музыку к спектаклям и кинофильмам.

## Избранная фильмография
- 1959 — Мартин Андерсен Нексё / Martin Andersen Nexö
- 1963 — Вор из Сан-Маренго / Das Stacheltier — Der Dieb von San Marengo
- 1963 — Тайник на Эльбе / Geheimarchiv an der Elbe
- 1964 — Роза Бернд / Rose Bernd (по Герхарту Гауптману, ТВ)
- 1964 — За мной, канальи! / Mir nach, Canaillen!
- 1973 — Эликсир дьявола / Die Elixiere des Teufels

## Награды
- 1951  — Национальная премия ГДР
- 1970 — Художественная премия (Kunstpreis des FDGB) [7]
- 1974, 1982 —  Орден «За заслуги перед Отечеством» [7]

## Сочинения
- Andre Asriel, Jazz. Analysen und Aspekte, B., 1966, второе изд. — 1977.